# Ernst Barlach
Ernst Heinrich Barlach (Wedel, 2 de janeiro de 1870 – Rostock, 24 de outubro de 1938) foi um escultor, gravador e escritor expressionista alemão. Embora tenha apoiado a guerra nos anos que antecederam a Primeira Guerra Mundial, sua participação na guerra o fez mudar de posição, e ele é mais conhecido por suas esculturas de protesto contra a guerra. Isso criou muitos conflitos durante a ascensão do Partido Nazista, quando a maioria de suas obras foi confiscada como arte degenerada. Estilisticamente, sua obra literária e artística cairia entre as categorias do realismo e expressionismo do século XX.

## Biografia

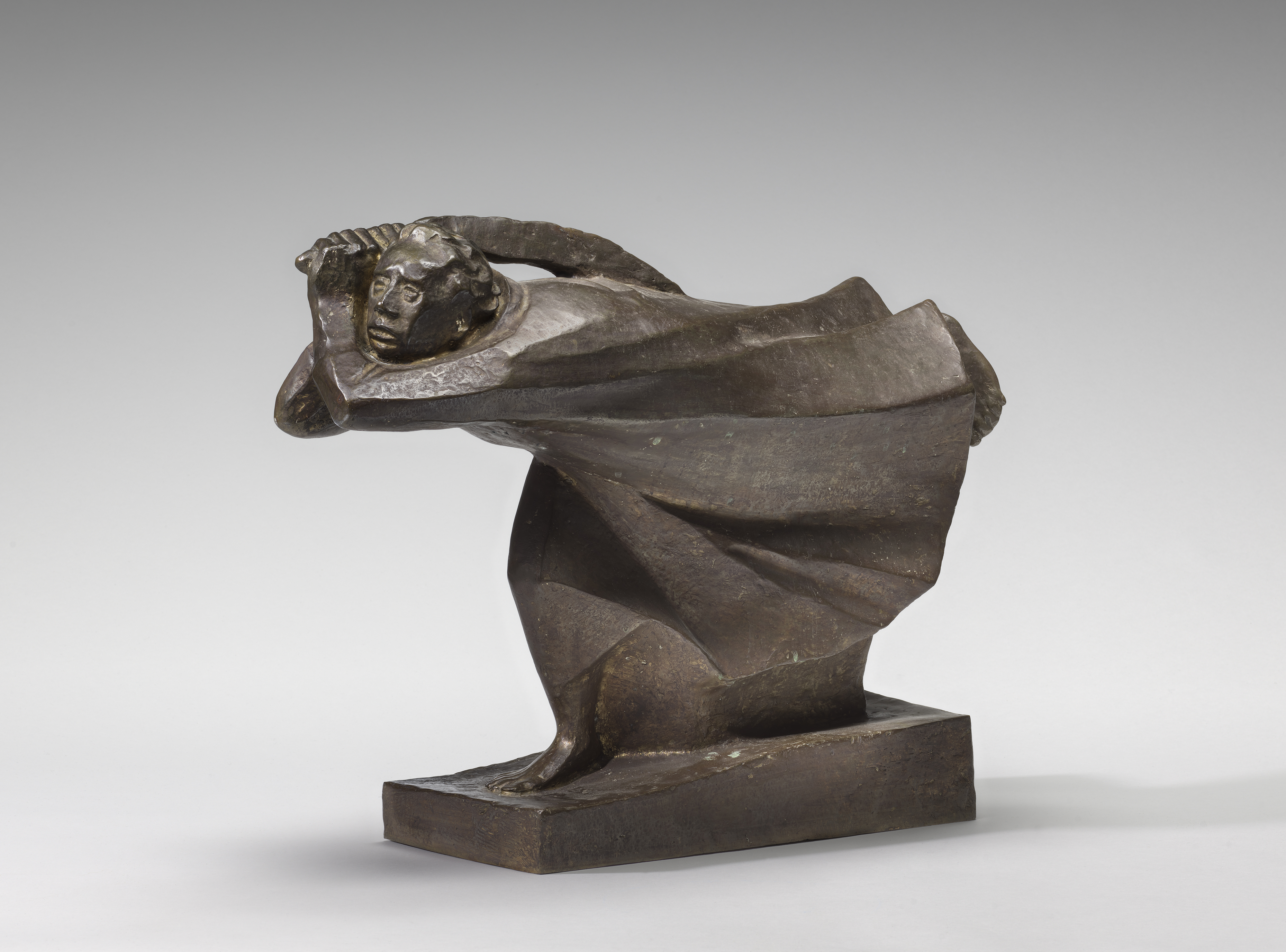
The Avenger, 1914, National Gallery of Art

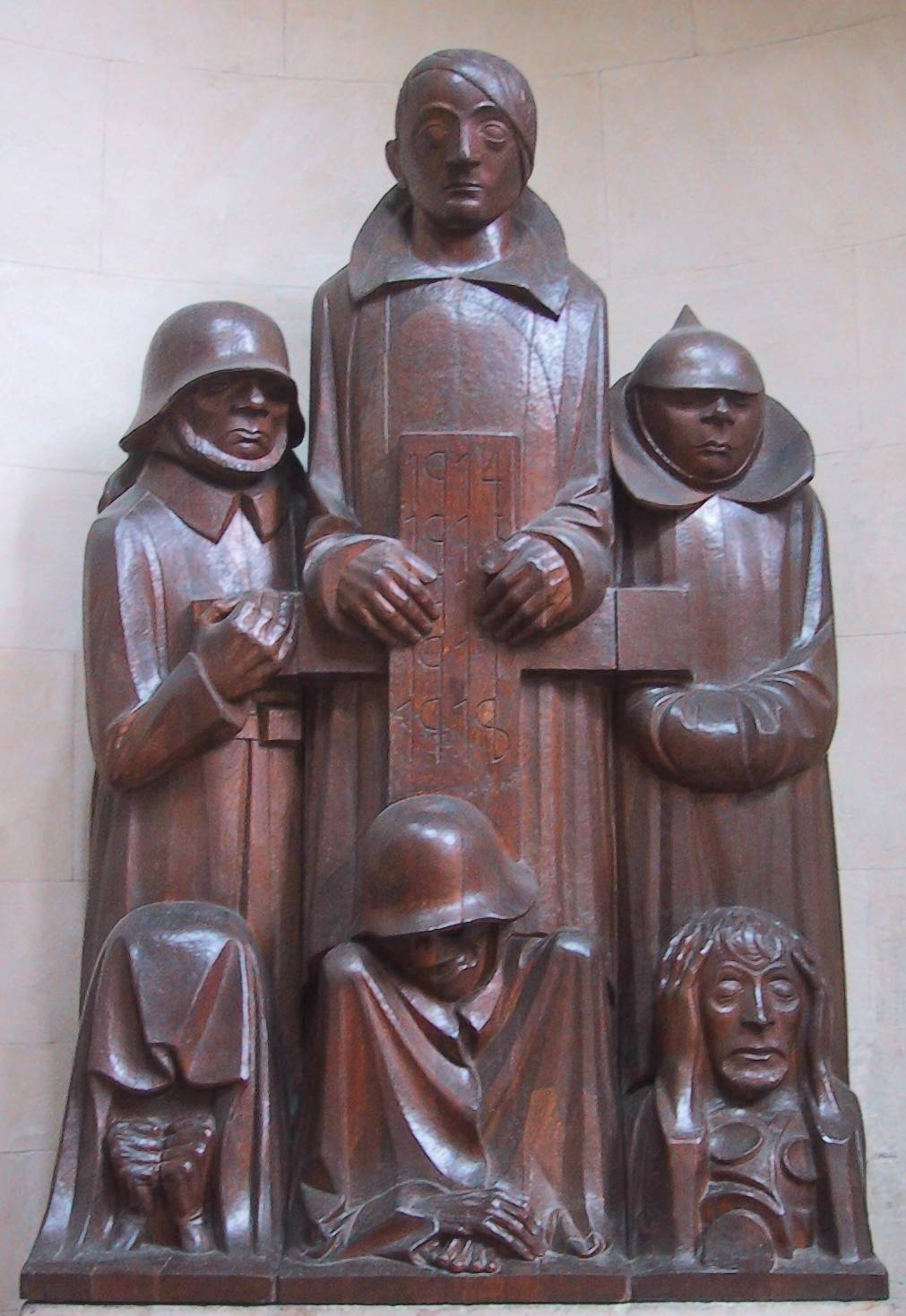
O Magdeburger Ehrenmal (escultura comemorativa de Magdeburg) (1929), que criou uma grande controvérsia sobre a posição anti-guerra de Barlach (Catedral de Magdeburg)

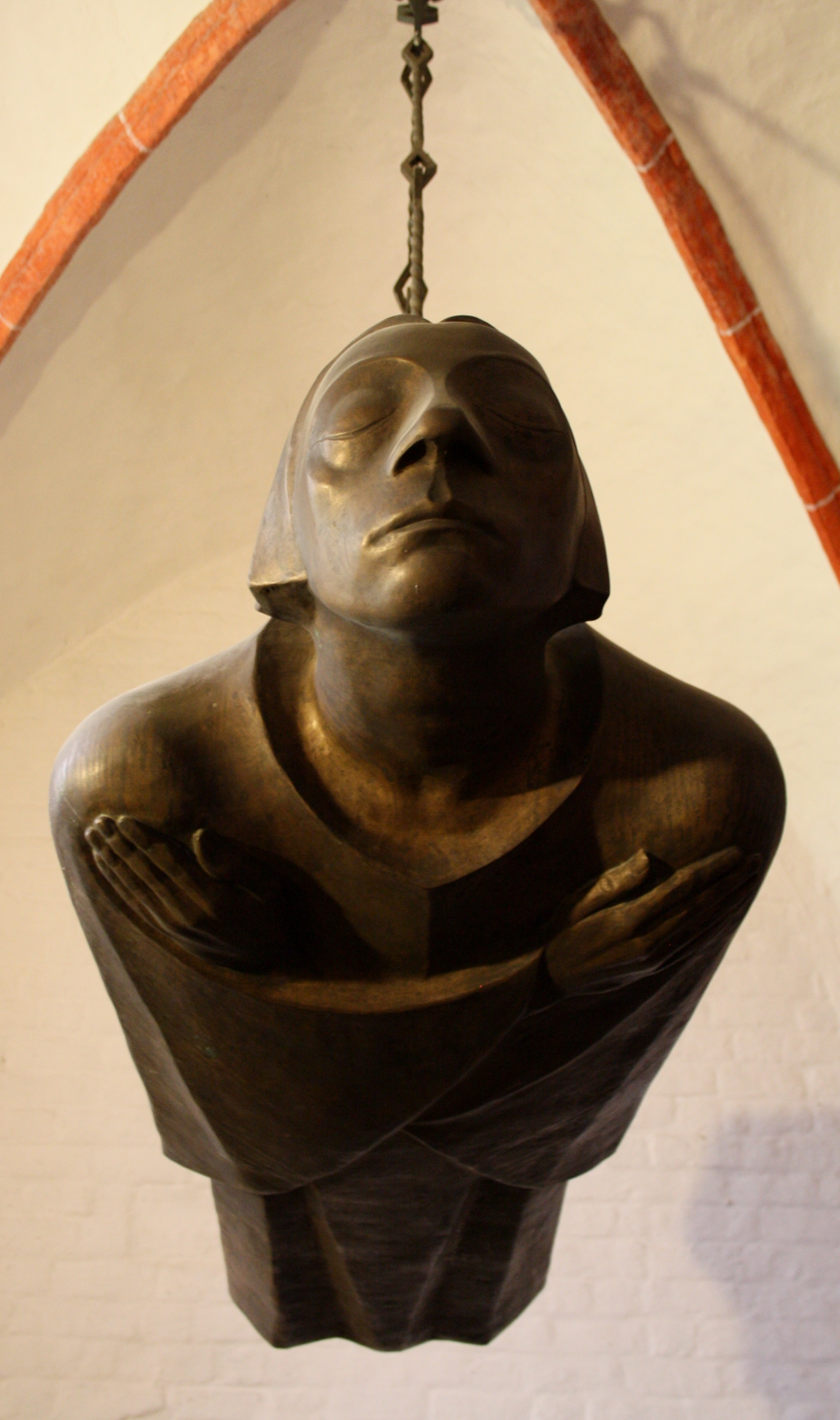
Schwebender Engel ou Güstrower Ehrenmal de Ernst Barlach, pendurado na Catedral de Güstrow

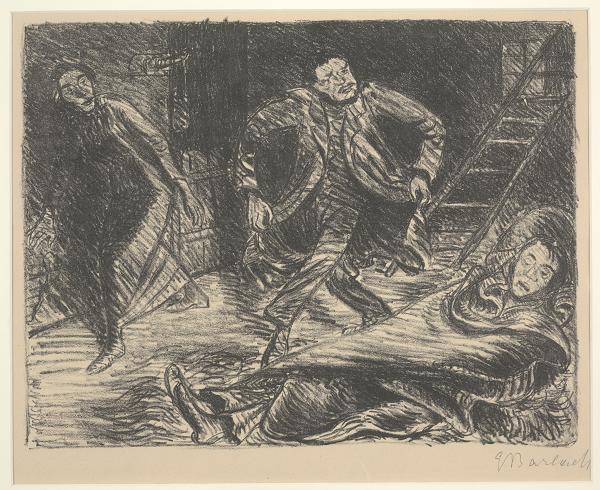
Desperate Dance, ilustração para a peça Der Arme Vetter (The Poor Cousin), 1919, Dallas Museum of Art

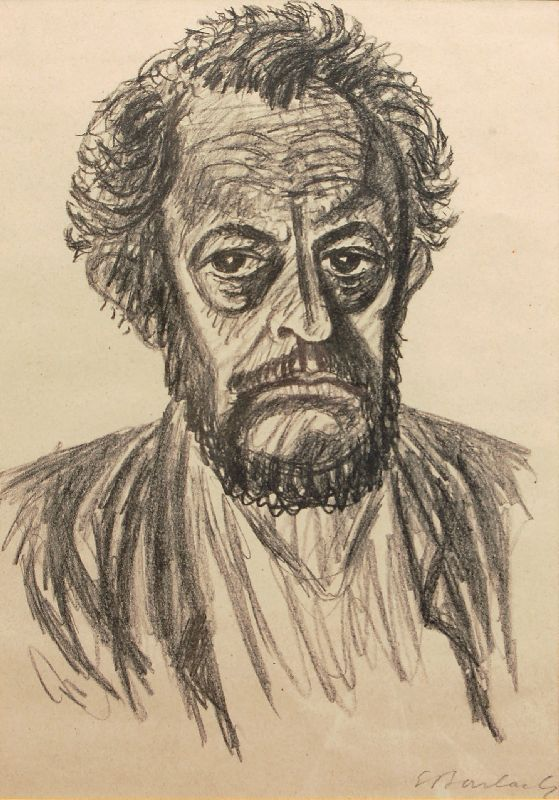
Ernst Barlach: autorretrato, 1928

### Juventude
Barlach nasceu em Wedel, Holstein como o mais velho dos quatro filhos de Johanna Luise Barlach (nascida Vollert, 1845–1920) e do médico Dr. Georg Barlach (1839–1884). Sua primeira infância foi passada em Schönberg (Mecklenburg), onde seu pai praticava desde 1872. No outono de 1876, a família mudou-se para Ratzeburg, onde Barlach frequentou a escola primária. Quando seu pai morreu, no início de 1884, a família voltou para Schönberg, onde Barlach frequentou a escola secundária. Barlach veio de uma casa luterana.

### Anos de estudo
Barlach estudou de 1888 a 1891 na Gewerbeschule de Hamburgo. Devido ao seu talento artístico, ele continuou seus estudos na Königliche Akademie der bildenden Künste zu Dresden (Escola de Arte Real de Dresden) como aluno de Robert Diez entre 1891 e 1895. Ele criou sua primeira escultura importante durante este tempo, Die Krautpflückerin (The Herb Plucker). Ele continuou seus estudos por mais um ano em Paris na Académie Julian, de 1895 a 1897 mas permaneceu crítico da tendência alemã de copiar o estilo dos artistas franceses. No entanto, ele voltou a Paris novamente por alguns meses em 1897 para realizar mais estudos.

### Procurando
Após seus estudos, Barlach trabalhou por algum tempo como escultor em Hamburgo e Altona, trabalhando principalmente no estilo Art Nouveau. Ele produziu ilustrações para a revista Art Nouveau Jugend 1897–1902 e fez esculturas em um estilo próximo ao Art Nouveau, incluindo algumas estátuas de cerâmica. Depois, também trabalhou como professor em uma escola de cerâmica. A sua primeira exposição individual teve lugar no Kunstsalon Richard Mutz, Berlim, em 1904.

### Anos de formação
No entanto, a falta de sucesso comercial de suas obras deprimiu Barlach. Para ficar mais leve, ele decidiu viajar por oito semanas junto com seu irmão Nikolaus e visitar seu irmão Hans na Rússia. Esta viagem à Rússia em 1906 foi uma das maiores influências sobre ele e seu estilo artístico. Também durante suas viagens à Rússia, seu filho Nikolaus nasceu em 20 de agosto de 1906, iniciando uma briga de dois anos com a mãe, Rosa Schwab, pela guarda da criança, que Barlach finalmente foi concedida.
Após retornar da Rússia, a situação financeira de Barlach melhorou consideravelmente, pois ele recebeu um salário fixo do marchand Paul Cassirer em troca de suas esculturas. As experiências formativas na Rússia e a segurança financeira o ajudaram a desenvolver seu próprio estilo, focando nos rostos e nas mãos das pessoas em suas esculturas e reduzindo ao mínimo as outras partes das figuras. Ele também começou a fazer esculturas em madeira e bronzes de figuras envoltas em cortinas pesadas, como as da arte gótica primitiva, e em atitudes dramáticas que expressam emoções poderosas e um anseio por êxtase espiritual. Ele também trabalhou para o jornal alemão Simplicissimus, e começou a produzir alguma literatura. Suas obras foram exibidas em várias exposições. Ele também passou dez meses em Florença, Itália em 1909 e depois se estabeleceu em 1910 em Güstrow em Mecklenburg, onde passou o resto de sua vida.
Nos anos anteriores à Primeira Guerra Mundial, Barlach era um apoiador patriota e entusiasta da guerra, esperando uma nova era artística da guerra. Esse apoio à guerra também pode ser visto em suas obras, como por exemplo a estátua Der Rächer (O Vingador), de dezembro de 1914. Sua tão esperada era artística chegou quando ele se ofereceu para ingressar na guerra entre 1915 e 1916 como um soldado de infantaria. Após três meses de serviço, ele recebeu alta devido a uma doença cardíaca, retornando como um pacifista e um ferrenho oponente da guerra. O horror da guerra influenciou todas as suas obras subsequentes.

### Popularidade
A fama de Barlach aumentou após a guerra e ele recebeu muitos prêmios e se tornou membro da prestigiosa Preußische Akademie der Künste (Academia de Arte da Prússia  em 1919 e da Akademie der Bildenden Künste München (Academia de Arte de Munique) em 1925. Barlach rejeitou vários graus honorários e posições de ensino. Em 1925, ele também conheceu Bernhard e Marga Böhmer pela primeira vez. Ele recebeu o Prêmio Kleist de drama em 1924 por seu Die Sündflut (O Dilúvio), no qual ele projeta seu misticismo pessoal na história de Noé e a Arca. Em 1926 ele escreveu Der blaue Boll (traduzido como Squire Blue Boll ou Boozer Boll), um drama expressionista no qual o escudeiro de mesmo nome quase consegue seduzir uma jovem mãe deprimida, antes que ambos alcancem a regeneração espiritual.

### Arte degenerada
De 1928 em diante, Barlach também gerou muitas esculturas anti-guerra baseadas em suas experiências na guerra. Essa posição pacifista ia contra a tendência política durante a ascensão do nazismo e ele foi alvo de muitas críticas. Por exemplo, o Magdeburger Ehrenmal (cenotáfio de Magdeburg) foi encomendado pela cidade de Magdeburg para ser um memorial da Primeira Guerra Mundial, e esperava-se que mostrasse heróicos soldados alemães lutando por seu glorioso país. Barlach, no entanto, criou uma escultura com três soldados alemães, um novo recruta, um jovem oficial e um velho reservista, de pé em um cemitério, todos com marcas do horror, dor e desespero da guerra, flanqueado por uma viúva de guerra de luto cobrindo o rosto dela em desespero, um esqueleto usando um capacete do exército alemão e um civil (o rosto é o do próprio Barlach) com os olhos fechados e bloqueando os ouvidos de terror. Isso naturalmente criou uma polêmica com a população pró-guerra (vários nacionalistas e nazistas alegaram que os soldados deveriam ser estrangeiros, já que verdadeiros alemães seriam mais heróicos), e a escultura foi removida. Amigos de Barlach conseguiram esconder a escultura até depois da guerra, quando ela foi devolvida à Catedral de Magdeburg. No entanto, os ataques a Barlach continuaram até sua morte.
O Lutador do Espírito (Der Geistkämpfer), encomendado pela Igreja da Universidade de Kiel, no norte da Alemanha, pretendia ser um memorial aos ideais humanísticos e intelectuais após a Primeira Guerra Mundial (1914–18). Os nazistas, irritados com sua mensagem anti-guerra, removeram-no em 1937 e cortaram o anjo em partes - com a intenção de derretê-lo. Em vez disso, foi salvo. Em 1953, após a Segunda Guerra Mundial, foi reparado e instalado fora da Igreja de São Nicolau em Kiel (a Igreja da Universidade foi destruída durante a guerra), mas não antes de cópias serem feitas. O Minneapolis Institute of Art adquiriu um em 1959 e hoje ele fica na entrada da 24th Street do museu, as marcas de serra ainda visíveis.
Em 1931, Barlach começou a viver com Marga Böhmer, enquanto seu ex-marido e amigo de Barlach, Bernhard Böhmer, vivia com sua nova esposa Hella.
Em 1936, as obras de Barlach foram confiscadas durante uma exposição junto com as obras de Käthe Kollwitz e Wilhelm Lehmbruck, e a maioria de suas obras restantes foram confiscadas como "arte degenerada", por exemplo, o Güstrower Ehrenmal (Güstrow Ehrenmal ) e o Hambúrguer Ehrenmal (Cenotáfio de Hamburgo). O próprio Barlach foi proibido de trabalhar como escultor e sua inscrição nas academias de arte foi cancelada. Essa rejeição se reflete em seus trabalhos finais antes de sua morte por insuficiência cardíaca em 24 de outubro de 1938 em Rostock, Mecklenburg. Ele está enterrado no cemitério de Ratzeburg.
Além de sua escultura, Barlach também escreveu oito dramas expressionistas, dois romances e uma autobiografia Ein selbsterzähltes Leben 1928, e teve uma notável obra de xilogravuras e litografias de cerca de 1910 em diante, incluindo ilustrações para suas próprias peças.

## Trabalhos selecionados
- 1894: Die Krautpflückerin (The Herb Plucker)
- 1907: Der Melonenesser (The Melon Eater, bronze)
- 1908: Sitzendes Weib (mulher sentada), Nürnberg
- 1912: Schlafendes Bauernpaar (casal de camponeses adormecidos), Rostock
- 1914: Der Rächer (The Avenger, bronze)
- 1917: Der tote Tag (The Dead Day, peça)
- 1919: Der arme Vetter (o primo pobre, peça)
- 1919: Mutter und Kind (mãe e filho, bronze)
- 1920: Die Wandlungen Gottes: Der göttliche Bettler (Transfiguração de Deus: Terceiro Dia)
- 1921: Die echten Sedemunds (The Real Sedemunds, peça)
- 1924: Die Sintflut (O Dilúvio, peça)
- 1925: Museu Der Tod (a morte) em Wiesbaden
- 1926: Das Wiedersehen (Cristo e Thomas, em madeira), Staatliches Museum Schwerin
- 1926: Der blaue Boll (Squire Blue Boll, peça)
- 1927: Der schwebende Engel ou Güstrower Ehrenmal (O Anjo Flutuante, bronze), Antoniterkirche Colônia e Catedral de Güstrow
- 1928: Der singende Mann (The Singing Man, bronze), Nürnberg
- 1928 Der Geistkämpfer (O Lutador Fantasma; O Lutador do Espírito  ), Kiel
- 1929: Magdeburger Ehrenmal (cenotáfio de Magdeburg), Catedral de Magdeburg, Magdeburg
- 1930: Bettler auf Krücken (mendigo de muletas)
- 1931: Hamburger Ehrenmal (cenotáfio de Hamburgo), Hamburgo
- 1935: Fries der Lauschenden. (nove figuras de madeira), Ernst Barlach Haus, Hamburgo
- 1936: Der Buchleser (The Book Reader), Schwerin

### Vendas
Em 2 de maio de 2012, a escultura em madeira entalhada de Barlach, Weinende Frau, foi vendida na Christie's por US$ 938 500, estabelecendo um novo recorde mundial de leilão por um preço pago pelo trabalho de Barlach.